# Dick Berk

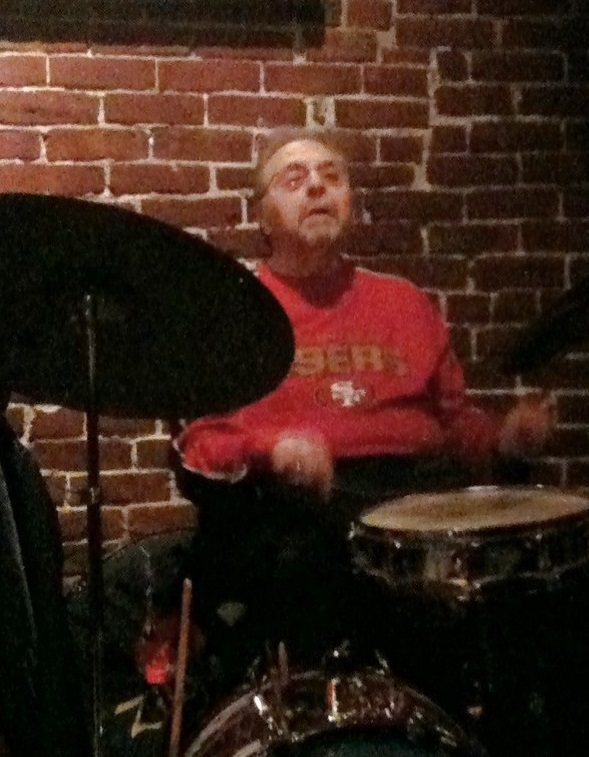
Dick Berk

Dick Berk (eigentlich Richard Alan Berk, * 22. Mai 1939 in San Francisco; † 8. Februar 2014) war ein US-amerikanischer Jazz-Schlagzeuger und Bandleader des Hardbop.

## Leben und Wirken
Dick Berk spielte als Jugendlicher in Begleitbands von Billie Holiday und Anita O’Day,  studierte am Berklee College of Music und spielte in den frühen 1960er Jahren in der Gegend um Boston. 1962 zog er nach New York City und arbeitete dort von 1962 bis 1964 in einem Quintett mit Ted Curson und Bill Barron (The New Thing & the Blue Thing).  
Danach arbeitete er u. a. bei Charles Mingus, Mose Allison, Freddie Hubbard und Walter Bishop junior. 1964 war er Mitglied eines Quartetts von Don Friedman mit Attila Zoller. 
1968 zog er nach Los Angeles, wo er mit Charlie Byrd, Milt Jackson, George Duke, Cal Tjader, Jean-Luc Ponty und Blue Mitchell arbeitete. Anfang der 1980er Jahre gründete er die Formation Jazz Adoption Agency und nahm in wechselnden Besetzungen einige Alben für Nine Winds, Reservoir und Discovery Records auf, u. a. mit John Hicks und Ken Filiano. Berk blieb bis in die 2000er Jahre aktiv, spielte u. a. mit Nick Brignola, Mike Fahn, Dick Sudhalter, Jessica Williams und John Patitucci.
Neben seiner Tätigkeit als Musiker trat Berk in verschiedenen Filmen auf, wie Wie ein wilder Stier (1980), New York, New York (1977) von Martin Scorsese und The Tic Code (1999, Regie Gary Winick). Er hatte auch Rollen in den Fernsehshows und Sitcoms Ein Käfig voller Helden, It Takes a Thief und Notruf California. Berk trat auch in dem Dokumentarfilm The Legend of Bop City (1998) von Carol P. Chamberland auf.

## Diskographische Hinweise
- Rare One (Discovery Records, 1983)
- Big Jake (Discovery, 1984)
- More Birds Less Feathers (Discovery, 1986)
- Music of Rodgers & Hart (Trend Records, 1988)
- Let's Cool One (Reservoir, 1991)
- Bouncin' With Berk (Nine Winds, 1991)
- East Coast Stroll (Reservoir, 1993)
- One by One (Reservoir, 1995)